# 薬王院 (水戸市)
薬王院（やくおういん）は、茨城県水戸市元吉田町にある天台宗の仏教寺院。
本堂は重要文化財で、仁王門、本尊の薬師如来と十二神将像なども茨城県の文化財に指定されている。

## 沿革
平安時代の大同2年（807年）、桓武天皇の勅願によって伝教大師最澄が創建したと伝えられる。

## 本堂
室町時代の大永7年（1527年）に焼失したが、享禄2年（1529年）に再建された。
江戸時代の貞享3年（1686年）に水戸藩主徳川光圀によって大修理が行われた。
昭和41年（1966年）6月11日に重要文化財に指定され、昭和43年（1968年）には解体修理が行われた。
- 仁王門
江戸時代建立・県指定重要文化財。寄棟造り萱葺き八脚門で、仁王像を安置している。
- 松平亀千代丸五輪塔
江戸時代作・水戸市指定重要文化財。幼くして亡くなった水戸初代藩主徳川頼房の二男、松平亀千代丸の供養塔。
- 薬王院本堂
室町時代（1529年）建立・国の重要文化財

### 仏像
- 薬師如来
- 十二神将

## 文化財

### 重要文化財（国指定）
- 本堂 - 室町時代後期の享禄2年（1529年）の建立。桁行7間、梁間5間、一重、入母屋造、茅葺形銅板葺。昭和41年（1966年）6月11日指定。

### 茨城県指定文化財
- 仁王門
- 薬師如来像
- 十二神将像

### 水戸市指定文化財
- 松平亀千代丸五輪塔

## 所在地
茨城県水戸市元吉田町682

## アクセス
水戸駅南口の2番乗り場から台町方面経由バスに乗車し、薬王院前で下車。

## 近在の施設
- 水戸藩御用 神楽屋敷跡
- 水戸市立千波中学校
- 清巌寺（西月山東照院清巌寺）
- 吉田神社